# Enrico Bombieri

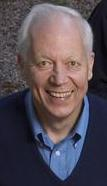
Enrico Bombieri

Enrico Bombieri (Milaan, 26 november 1940) is een Italiaans wiskundige die werkzaam is geweest aan het Institute for Advanced Study in Princeton in de Amerikaanse staat New Jersey. 
Bombieri deed  onderzoek in de getaltheorie, de algebraïsche meetkunde en de wiskundige analyse. In 1974 ontving hij een Fields-medaille, in 1980 de Balzan-prijs. In 2010 ontving hij samen met Terence Tao de Internationale Koning Faisal-prijs.
De stelling van Bombieri-Vinogradov is een van de belangrijkste toepassingen van de grote zeefmethode. Het verbetert de stelling van Dirichlet over priemgetallen in rekenkundige rijen, door aan te tonen dat door middeling over de modulus over een bereik, de gemiddelde fout veel kleiner is dan voor een bepaald geval kan worden aangetoond. De stelling wordt soms gebruikt ter vervanging van de nog onbewezen veralgemeende Riemann-hypothese.

## Voetnoten
1. ↑  (en)  King Faisal stichting.